# Werner Maser
Werner Maser (12 de julho de 1922 – Speyer, 5 de abril de 2007) foi um historiador alemão, famoso por ter sido o biógrafo de Adolf Hitler e por haver investigado arquivos nazistas.

## Publicações
Autor
- Die Organisierung der Führerlegende: Studien zur Frühgeschichte der NSDAP bis 1924. 1954; Neuausgabe: Die Frühgeschichte der NSDAP. Hitlers Weg bis 1924. Bonn 1965.
- Genossen beten nicht – Kirchenkampf des Kommunismus. Verlag Wissenschaft und Politik, Köln 1963.
- Der Sturm auf die Republik. Deutsche Verlags-Anstalt, 1973, ISBN 3-421-01662-3; Neuausgabe: Der Sturm auf die Republik. Frühgeschichte der NSDAP. Ullstein, Frankfurt am Main 1981, ISBN 3-548-34041-5.
- Deutschland, Traum oder Trauma: kein Requiem. Droemer Knaur, 1984, ISBN 3-426-26145-6.
- Zwischen Kaiserreich und NS-Regime: Die erste deutsche Republik 1918 bis 1933. Bouvier, 1992, ISBN 3-412-02354-X.
- Adolf Hitler: Legende – Mythos – Wirklichkeit. (Naumann & Göbel, Köln 1971) Bechtle, 18. Auflage, München/Esslingen 2001, ISBN 3-7628-0521-0.
- Nürnberg. Tribunal der Sieger. (Düsseldorf 1977) Edition Antaios, Schnellroda 2005, ISBN 3-935063-37-7.
- Adolf Hitler. Das Ende der Führerlegende. Moewig, München 1982, ISBN 3-8118-4325-7.
- Am Anfang war der Stein: die Geschichte des Abendlandes, ein Wettlauf um die Bodenschätze. Droemer Knaur, 1984, ISBN 3-426-26127-8.
- Armer Schubert! Fälschungen und Manipulationen. Marginalien zu Franz Schuberts Sinfonie von 1825. Goldoni, Stuttgart 1985.
- Das Regime. Alltag in Deutschland 1933–1945. Dietz, Berlin 1990, ISBN 3-320-01732-2.
- Der Wortbruch. Hitler, Stalin und der Zweite Weltkrieg. Olzog Verlag, München 1994, ISBN 3-7892-8260-X.
- Das Dritte Reich. Bublies, 1997, ISBN 3-926584-43-2.
- Fälschung, Dichtung und Wahrheit über Hitler und Stalin. Olzog Verlag, München 2004, ISBN 3-7892-8134-4.
- Der Wortbruch. Hitler, Stalin und der Zweite Weltkrieg. Pour le Mérite Verlag, Selent 2007, ISBN 978-3-932381-06-5.

Biógrafo
- Reichspräsident Friedrich Ebert. Sozialdemokrat und Patriot. Eine politische Biographie. (1987) Druffel & Vowinckel, Inning am Ammersee 2007.
- Helmut Kohl. Ullstein, 1990, ISBN 3-550-07401-8.
- Hindenburg. Moewig, 1990, ISBN 3-8118-1118-5.
- Heinrich George: Mensch aus Erde gemacht: die politische Biographie. Quintessenz Verlag, 1998, ISBN 3-86124-351-2.
- Hermann Göring. Hitlers janusköpfiger Paladin – Die politische Biographie. Edition q, Berlin 2000, ISBN 978-3-86124-509-4.

Editor
- Paul Devrient: Mein Schüler Hitler. Ludwig Verlag, 1975, ISBN 3-7787-1022-2
- Heinz Linge: Bis zum Untergang. Als Chef des Persönlichen Dienstes bei Hitler. Herbig, München 1980
- Harald Poelchau: Pfarrer am Schafott der Nazis: der authentische Bericht des Mannes, der über 1000 Opfer des Hitler-Regimes auf ihrem Gang zum Henker begleitete. Pabel-Moewig Verlag, 1982, ISBN 3-8118-3155-0.
- Adolf Hitlers Mein Kampf: Entstehung, Aufbau, Stil, Änderungen, Quellen, Quellenwert, kommentierte Auszüge. Bechtle, 1966; Neuausgabe: Adolf Hitler. Mein Kampf. Geschichte. Auszüge. Kommentare. Bechtle, Esslingen 2001, ISBN 3-7628-0409-5.
- Hitlers Briefe und Notizen. Sein Weltbild in handschriftlichen Dokumenten. (Droste 1988) Leopold Stocker Verlag, Graz 2002, ISBN 3-7020-0950-7.
- Wilhelm Keitel. Mein Leben – Pflichterfüllung bis zum Untergang. Hitlers Generalfeldmarschall und Chef des Oberkommandos der Wehrmacht in Selbstzeugnissen. Quintessenz Verlag, Berlin 1998, ISBN 3-86124-353-9.